# Bob Gratton : Ma vie, My Life
Bob Gratton : Ma vie, My life est une série télévisée québécoise de 41 épisodes de 23 minutes, scénarisée par François Avard, Jean-François Léger, Daniel Chiasson et Daniel Gagnon, réalisée par Gabriel Pelletier (saison 1) et Sylvain Archambault (saison 2 et 3), et diffusée entre le 15 janvier 2007 et le 15 avril 2009 sur le réseau TQS.

## Synopsis
L'émission nous raconte l'histoire de Bob Gratton, fédéraliste qui adore le Canada et a, selon lui, « un gros garage » avec comme employé son beau-frère et meilleur ami Méo, Steven, un adolescent avec des piercings (que Bob appelle parfois le jeune) et Mike, un paralytique cérébral loin d'être un deux de pique. Il a comme voisin un écologiste qui l'énerve, car ce dernier l'appelle toujours Robert, est séparatiste, déteste le Canada et est 100 % écologique.
Bob Gratton est le même personnage qu'Elvis Gratton des films de Pierre Falardeau. Par contre, dans cette série, il n'incarne plus le célèbre Elvis, mais est un simple garagiste semi-riche. Il est encore avec Méo son fidèle ami.

## Distribution
- Julien Poulin : Bob Gratton
- Yves Trudel : Méo
- Pierre-Paul Alain : Steven, employé de Bob Gratton et neveu de Paul
- Vincent Bilodeau : Rodger Gratton
- Dave Richer : Mike, employé handicapé
- Caroline Bernard : Audrey, l'employée de Bob
- Michel Laperrière: Henri-Paul, le voisin
- Yvan Benoît : Paul, président de la Chambre de commerce
- Louis-David Morasse : Raymond, gérant de Total Mart

## Fiche technique
- Scénaristes : François Avard, Jean-François Léger, Daniel Chiasson et Daniel Gagnon
- Réalisation : Gabriel Pelletier (saison 1), Sylvain Archambault (saisons 2 et 3)
- Producteurs : Luc Martineau, Lorraine Richard (saisons 1 et 2), Martha Fernandez (saison 3)
- Société de production : Cité-Amérique

## Épisodes

### Première saison (2007)
1. Bob rencontre son nouveau voisin arabe
2. Bob rencontre son nouveau voisin environnementaliste
3. Bob s’en va à la chasse aux canards avec Méo
4. Lave Auto
5. Bob se branche sur Internet
6. Bob tombe amoureux d'une technicienne en service de garde
7. Bob reçoit la visite de son frère Rodger
8. L'encan des vedettes
9. Méo est hospitalisé
10. Bob part en camping
11. Des voisins noirs
12. Johnny le père de Bob
13. Bob cherche l'âme sœur

### Deuxième saison (2008)
1. Lune de miel
2. Le golf
3. Big W gaz
4. Reprise du garage
5. Amitié et pilosité
6. On déménage
7. Élection
8. TV Gratton
9. La sauce à Linda - 2e partie
10. Big thérapie
11. Ta-Bal-Nac
12. Chirurgie piassetique
13. La fuite

### Troisième saison (2009)
1. Le Bobotel
2. Rénos
3. Motel motards
4. Le mononke
5. Le party
6. Motel étouelle
7. Éroticomotel
8. Les folles
9. Motel Wong
10. Weekend at Maggy's
11. Spa sérieux
12. Santa Banana - 1re partie
13. Santa Banana - 2e partie
14. Le million du millionnaire - 1re partie
15. Le million du millionnaire - 2e partie

## Commentaires
Cette série est classée « 13 ans et plus » par l'Office national du film du Canada.
La série est rediffusée, à Prise 2, depuis juin 2019.

### Quelques citations
- « Voyons Big, on s’obstinera pas pour une piasse… »
- « Voyons Méo, ça existe p'us un handicapé. À c't'heure, faut dire une personne infirme à mobilité réduite avec handicap apparent. »
- « C’est les meilleures saucisses à hot-dog 100 % naturelles. Pas de gras trans, pas d’OGM, pas de cholestérol, pas de viande. »
- « Ostie de sushi! En plus de pas être cuit, c’t’encore vivant. »
- « Ça donne quoi de vivre longtemps si tu t’en rends pas compte. »
- « Le sport, mets-en. Moi, une bonne game de hockey avec des nachos, des ailes de poulet épicées p'is une grosse caisse de 24, y’a rien qui bat ça. »
- « Les arbres, c’est comme les totons, c’est mieux des vrais. »
- « Osti de gang de séparatistes! »
- « Eille, y'est pas normal ton poisson... Apporte-moé dont un grill-cheese à place. »
- « Le gaz ça pousse dans terre! Kessé que ça leur fait que je le recâlisse d'où y vient? »
- « He oui! L'hospice Saint-Charles ne veut plus du vieux, car il 'a pas assez de pension, alors, il n'a pas assez pour payer les personnes qui l'attachent sur le lit et qui lui donnent les pilules»
- « Ils l'ont tu l'affaire les amaricains! »
- « Les riches, c'est des pleins de marde, les pauvres c'est des trous de culs, pis un trou de cul tout ce que ça veut c'est être plein de marde. »
- Tabarnak, «Ohhh tabarnak», «Tabarnak de tabarnak de tabarnak!», «ta...-ta....-tabarnak», «Ah le tabarnak!» et toutes les variantes possibles[1].